# Colmesnil-Manneville
Colmesnil-Manneville è un comune francese di 126 abitanti situato nel dipartimento della Senna Marittima nella regione de Normandia.

## Società

### Evoluzione demografica
Abitanti censiti